# Cyrtonota pyramidata
Cyrtonota pyramidata is een keversoort uit de familie bladkevers (Chrysomelidae). De wetenschappelijke naam van de soort werd in 1850 gepubliceerd door Boheman als Mesomphalia pyramidata.